# Nicolae Bivol
Nicolae Bivol (n. 1 iunie 1882, Ialoveni – d. 3 iulie 1940, Chișinău) a fost un politician român basarabean, membru al Sfatului Țării între 1917-1918, primar de Chișinău în două termene între 1923-1924 și 1925-1926.

## Biografie

### Viață timpurie
În 1902, Nicolae Bivol a absolvit Seminarul Teologic din Chișinău, unde a fost coleg cu Teodor Neaga, și el viitor deputat în Sfatul Țării. Apoi și-a urmat studiile la Universitea din Dorpat, ulterior devenind profesor de gimnaziu la Chișinău. În timpul Primului Război Mondial cade în prizonierat la nemți, întorcându-se în Basarabia în anul 1918.

### România Mare
Obține mandatul de deputat în Sfatul Țării la 25 noiembrie 1918, fiind printre deputații care a votat Declarația din 27 noiembrie 1918 prin care s-a renunțat la condițiile de Unire a Basarabiei cu România instituite la 27 martie 1918.
Între 1922 și 1925 este membru al Partidului Național Liberal, fiind, între 1923 și 1924, nouă luni, primar de Chișinău. Desfășoară activitate de antreprenor, deținând un timp o fabrică de tăbăcărie (1922-1926), apoi un bazin de înot (din 1938).
În 1935, el a editat ziarul Viața Noastră la Chișinău.

### Interacțiunea cu sovieticii
La 28 iunie 1940 rămâne în Basarabia, este arestat de NKVD la 3 august același an, incriminându-i-se art. 54/13 al Codului Penal al RSS Ucrainene - lupta activă împotriva clasei muncitoare și a activității revoluționare. Însă, în cadrul cercetărilor, pe neașteptate, câțiva dintre muncitorii de la bazin și subalternii lui de la primărie depun mărturii favorabile lui Nicolae Bivol: cum că ar fi achitat salariile la timp, le citea uneori ziare, inclusiv sovietice, se purta omenește cu ei, unora le-a mai dat și bani suplimentar. Amintesc și despre editarea ziarului „Viața Noastră”, calificându-l drept un ziar de stânga și antifascist. Favorabil apărea și declarația lui Bivol că în anul 1938 a aderat la Blocul democratic, semnând un manifest democratic.
La 9 noiembrie 1940 ancheta preliminară este terminată, dosarul înaintat la Moscova pentru examinare în cadrul consfătuirii speciale (renumitei troici) și aplicarea pedepsei (așadar, fără a se ține cont de depozițiile martorilor). Procurorului URSS i-au plăcut mărturiile depuse, probabil și caracterul ziarului, căci la 11 februarie 1941 returnează dosarul la Chișinău, dispunând verificarea unor date, iar la 5 aprilie 1941 anchetatorul, având deja indicațiile celor de la Moscova, dispune clasarea dosarului. Nicolae Bivol este eliberat din închisoare, lui i se restituie bunurile ridicate la arest. Un caz fericit, în condițiile în care doar câțiva deputați în Sfatul Țării capturați de NKVD au supraviețuit.